# Les Visiteurs
Les Visiteurs és una pel·lícula de comèdia fantàstica francesa dirigida per Jean-Marie Poiré i estrenada el 1993. En aquesta comèdia, un cavaller del segle xii i el seu escuder viatgen en el temps a la finals del segle XX i es troben a la deriva en la societat moderna.
Les Visiteurs va ser la pel·lícula més taquillera de França l'any 1993 i segueix sent la catorzena pel·lícula més taquillera del país actualment. La publicitat de la pel·lícula va utilitzar el lema No van néixer ahir. Reno i Clavier van repetir els seus papers en una seqüela el 1998, el remake estatunidenc Just Visiting el 2001 i una segona seqüela el 2016. El castell d'Ermenonville, al departament de l'Oise, va servir de decoració del castell de Montmirail en l'actualitat i de la Ciutat fortificada de Carcassona per a l'època medieval.

## Argument
L'any 1123, per haver salvat la vida del rei de França Lluís VI, "el Gros", el Comte Godefroy de Miramont, anomenat "l'Audaç", és promès en matrimoni amb Frénégonde de Pouille, la filla del Duc Fulbert de Pouille.
Però quan Godefroy va camí del castell de la seva promesa, una bruixa li fa prendre un beuratge, que produeix al·lucinacions al Comte, i que l'impulsen a donar mort al pare de la seva futura esposa, en confondre'l amb un ós. Per reparar la seva falta, Godefroy demana consell al mag Eusebius, qui prepara una poció per a enviar-lo al passat, moments abans que mat al seu sogre.
Però el mag va oblidar tirar un ingredient a la poció: els ous de guatlla. Godefroy i el seu escuder, Jacquouille la Fripouille, són enviats al segle xx, a 1992. Tots dos coneixen als seus descendents; Béatrice de Miramont, mare de família burgesa i Jacques-Henri Jacquard, l'actual propietari del castell Miramont; que no són una altra cosa que els dobles dels seus ancestres.
Godefroy no cerca llavors més que una cosa: tornar a la seva època i poder casar-se amb Frénégonde. Però la missió serà difícil, ja que Béatrice el confon amb el seu cosí Ubert desaparegut des de feia anys, que ella creï ha tornat i que sofreix amnèsia. L'acabarà per trobar el descendent del mag Eusebius, qui li donarà la poció per a tornar al moment correcte de la seva època. Però Jacquouille, qui mentrestant ha conegut a Ginette, una rodamón amb la qual es vol casar, no vol anar-se'n i aconsegueix fer partir al seu "hillet" Jacquard en el seu lloc. Una vegada més, els corredors del temps han estat oberts, la qual cosa constitueix la trama del segon episodi: Les Couloirs du temps : Les Visiteurs 2 de 1998.

## Repartiment
- Christian Clavier: Jacquouille la Fripouille / Jacques-Henri Jacquard
- Jean Reno: Godefroy de Montmirail, Comte de Montmirail, Apremont i Papincourt
- Valérie Lemercier: Frénégonde de Pouille / Béatrice de Montmirail
- Christian Bujeau: Jean-Pierre Goulard
- Marie-Anne Chazel: Ginette la Clocharde
- Isabelle Nanty: Fabienne Morlot
- Gérard Séty: Edgar Bernay
- Didier Pain: Lluís VI le Gros
- Jean-Paul Muel: Maréchal-des-Logis Gibon
- Arielle Séménoff: Jacqueline
- Michel Peyrelon: Édouard Bernay
- Pierre Vial: Eusebius el mag / Sr. Ferdinand
- François Lalande: El sacerdot
- Didier Bénureau: Doctor Beauvin
- Frédéric Baptiste: Freddy

## Recepció
Les Visiteurs es va estrenar com a número u a França amb un import brut de 17,6 milions de francs (3,3 milions de dòlars) a la setmana i hi va romandre durant deu setmanes. Va tornar al número u durant 7 setmanes més i va ser la pel·lícula més taquillera de França el 1993 amb 13.782.846 entrades venudes i 78 milions de dòlars bruts. Va ser la pel·lícula en llengua no anglesa més taquillera del món de l'any amb un import brut de 98,8 milions de dòlars. Continua sent una de les pel·lícules franceses més taquilleres de la història.
| Setmana | Entrades | Acumulades | Evolució  |
| ------- | -------- | ---------- | --------- |
| 1       | 518.997  | 518.997    |           |
| 2       | 669.883  | 1.188.880  | + 150.886 |
| 3       | 648.624  | 1.837.504  | - 21.259  |
| 4       | 689.724  | 2.527.228  | + 41.100  |
| 5       | 744.335  | 3.271.563  | + 54.611  |
| 6       | 657.430  | 3.928.993  | - 86.905  |
| 7       | 503.756  | 4.432.749  | - 153.674 |
| 8       | 350.821  | 5.176.531  | - 152.935 |
| 9       | 323.940  | 5.500.471  | - 26.881  |
| 10      | 346.115  | 5.857.717  | + 22.175  |
| 11      | 315.363  | 6.173.080  | - 30.752  |
| 12      | 290.094  | 6.463.179  | - 25.269  |

## Premis i nominacions
- Premis César (França)
  - Guanyador:  Millor actriu en paper secundari (Valérie Lemercier)
  - Nominada: Millor Actor (Christian Clavier)
  - Nominat: Millor actor (Jean Reno)
  - Nominada: millor vestuari (Catherine Leterrier)
  - Nominada: Millor director (Jean-Marie Poiré)
  - Nominada: Millor edició (Catherine Kelber)
  - Nominada: Millor pel·lícula
  - Nominada: Millor Música (Eric Levi)
  - Nominada: Millor guió (Christian Clavier i Jean-Marie Poiré)

## Seqüeles
L'any següent de l'estrena, el 1994 Alain Payet en va dirigir una paròdia pornogràfica, Les Visiteuses. Fou seguida d'una seqüela del 1998, Les Couloirs du temps : Les Visiteurs 2, i un remake estatunidenc, Dos penjats a Chicago, fet amb les mateixes estrelles, es va publicar el 2001. Una altra seqüela, Les Visiteurs : La Révolution, fou estrenada el 2016.